# Ошейниковый лесной сокол
Ошейниковый лесной со́кол (лат. Micrastur semitorquatus) — вид хищных птиц из семейства соколиных (Falconidae). Выделяют два подвида. Это самый крупный представитель рода Micrastur и обычный обитатель тропических лесов Латинской Америки. Скрытные птицы, которых обычно узнают только по характерному крику. Морфология и тип телосложения позволяет им легко перемещаться в лесной среде обитания. В состав рациона входит широкий спектр позвоночных животных от мелких лягушек массой около 20 г до взрослых индеек массой 2,7—3,2 кг.
Гнездятся в основном в дуплах деревьев рода Cedrela. Эти деревья являются ключевым видом, используемым местной лесозаготовительной промышленностью, что является потенциальной проблемой сохранения ошейникового лесного сокола. 

## Описание
Ошейниковый лесной сокол является самым крупным видом в роде лесных соколов. Длина тела варьирует от 46 до 58 см, а размах крыльев — от 72 до 86 см. Выражен половой диморфизм по массе тела, самцы весят от 467 до 646 г, тогда как самки — от 649 до 940 г. Верхняя часть тела тёмная; шея и грудь белого цвета. Выделяются три морфы: светлую, рыжевато-коричневую и тёмную. Наиболее широко распространенная светлая морфа имеет черноватое оперение на голове и спине, а шейное кольцо, горло, щеки и большая часть нижней стороны тела окрашены в белый цвет. Хвостовые перья чёрные, которые в верхней части хвоста с тремя узкими белыми полосками. Неоперённые ноги от жёлтого до желтовато-оранжевого цвета. Восковица и область вокруг глаз желтовато-зеленого цвета, а сами глаза тёмно-карие. У редкой коричневой морфы полностью отсутствует кольцо ярких перьев в области шеи. У тёмной морфы оперение в основном от чёрного до сланцево-серого цвета, в том числе и в нижней части тела.
Птенцы рождаются с покровом из натального пуха, белыми когтями, светло-жёлтыми ногами и короткими, сжатыми с боков, желтовато-белыми клювами. Через пару дней их головы поднимаются, а глаза открываются. Вначале зрачки с голубоватым оттенком в задней части и чёрная радужная оболочка, которая через четыре недели становится шоколадно-коричневой. Через несколько недель детеныши способны защищаться, если их побеспокоить. Пуховые перья исчезнут к шестой неделе, их заменят молодые перья. Однако оперение окончательно сменится после полного отрастания перьев крыльев и хвоста.

## Вокализация
Зов ошейникового лесного сокола низкий, похож на человеческий «ow» или «ahr». В период размножения эти крики можно услышать каждое утро перед восходом солнца и до утра. Низкая частота звука и время, в которое они, как правило, общаются, позволяют им быть услышанными на больших расстояниях в густом лесном пологе. Считается, что их крики разграничивают территорию, поскольку размножающиеся пары часто соблюдают некоторую дистанцию между собой. Наиболее типичный призыв, слышимый как от самцов, так и от самок — это восьмисекундная песня, состоящая из трех или четырех звуков «ow» или «ahr». Иногда самка может издавать 10-секундный клич, состоящий из 10—30 более быстрых нот, увеличивающихся в темпе по сравнению с обычным криком. Птенцы в возрасте от одной до трех недель издают только хриплые звуки. Однако это меняется на «ahr» с одной нотой по мере приближения к оперению и через несколько недель после этого.

## Питание
В состав рациона ошейникового лесного сокола входит широкий спектр животных организмов: птицы, млекопитающие, ящерицы, змеи и насекомые. В исследовании, проведенном в 1990-92 годах, оценивалась частота и биомасса добычи, доставленной самкам и птенцам. Результаты показали, что наибольшую долю рациона по частоте встречаемости составляли млекопитающие (46,2%), птицы (34,5%) и рептилии (18,7%). Размер добычи варьировал от 20 г до 2,7—3,2 кг.

## Размножение

### Гнездование
Брачные действия, включая вокализацию, поиск и охрану мест гнездования, обмен добычей и совокупление, происходят в течение сухого сезона с января по март. Ошейниковый лесной сокол используют для гнездования дупла больших деревьев. Все используемые дупла возникли естественным путем из-за гниения или сломанных ветвей. В гнездо не приносят ничего лишнего в качестве подстилки. Входы и сами гнезда довольно большие, чтобы в них могла поместиться самка. Кроме того, по той же причине предпочтение отдается более крупным деревьям высотой от 9 до 31,4 м. Наиболее часть выбирается цедрела душистая (Cedrela mexicana). Яйца откладывают в течение 30 дней, с пиком в марте. В кладке всего 2 яйца тёмного красновато-коричневого цвета с пятнами, которые могут быть либо коричневыми, либо тёмно-коричневыми. Масса яиц составляет в среднем 53,4 г. Инкубационный период длится около 46—48 дней. Насиживает яйца только самка, самец в это время обеспечивает её пищей. 

### Птенцы
Птенцы оперяются в среднем через 50 дней (после вылупления). Они остаются зависимыми от своих родителей еще в течение 6—11 недель. Только в конце птенцового периода самка может покинуть гнездо, чтобы отправиться на охоту, и самец больше не является единственным поставщиком пищи для семьи.

## Подвиды
Выделяют два подвида:
- M. s. naso (Lesson, 1842) — от Мексики до северо-запада Перу
- M. s. semitorquatus (Vieillot, 1817) — от востока Колумбии через Гвиану и Бразилию до севера Аргентины